# Александровское (Бахмутский район)
Алекса́ндровское (укр. Олекса́ндрівське) — посёлок, входящий в Булавинский поселковый совет Бахмутского района Донецкой области Украины. Находится под контролем самопровозглашённой Донецкой Народной Республики.

## География

#### Соседние населённые пункты по странам света
С: город Углегорск
СЗ: Каютино
СВ: Грозное, Красный Пахарь, Савелевка, Булавино
З: город Горловка
В: Ильинка
ЮЗ: город Енакиево
ЮВ: Булавинское, Прибрежное
Ю: Еленовка, город Юнокоммунаровск

## Социальная инфраструктура
До войны (см. Вооружённый конфликт на юго-востоке Украины) в посёлке имелся детский сад, клуб, аптека, почта, отделение банка, рынок и ряд магазинов.

## История
В 1938 на территории нынешнего посёлка были обнаружены залежи каменного угля и началось строительство шахты, которая принадлежала хацапетовскому шахтоуправлению.
В сентябре в 1943 году приступили к строительству капитальной шахты, которая была сдана в эксплуатацию в 1947 году.
Строительством руководили Решетов (первый директор шахты) и Хаткевич. С. М. Листопад руководил работами по прохождению стволов. Стволы проходили по пласту «Юльевка», «Великан», «Мазур» на глубине 7 метров.
Одновременно со строительством шахты начали строить дома барачного типа, здания соцкультбыта.
Вначале посёлок состоял из двух домов: столовой и общежития. В 1945 был построен дом первого директора шахты Решетова.
В 1947 году в честь угольного пласта «Александровка» посёлок получил своё нынешнее название — Александровский.
Первыми улицами посёлка были ул. Шевченко возникшая в 1948 и улица Кооперативная получившая своё название 1950 году из-за построенного на ней магазина. В 1945 году построена улица Утина, в честь героя Советского Союза.
В 1951 году на шахте работало 850 человек, за год на-гора выдали 290 839 тон угля.
До 11 декабря 2014 года входил в Енакиевский городской совет. В 2014 году посёлок переподчинён Артёмовскому району. С февраля 2015 года под контролем ДНР.

## Население
С закрытием предприятий шахтоуправления «Александровское» в 2001—2002 годах население посёлка стало постепенно уменьшаться. На начало 2019 года в посёлке проживало около 1 534 человека.